# Astragalus irisuensis
Astragalus irisuensis es una especie de planta del género Astragalus, de la familia de las leguminosas, orden Fabales.

## Distribución
Astragalus irisuensis se distribuye por Kirguistán.

## Taxonomía
Fue descrita científicamente por A. Boriss. Fue publicada en Fl. URSS 12: 566 (1946).